# Тоба, Дзюн (футболист)
Дзюн Тоба (яп. 鳥羽 隼; род. 12 августа 1999, Япония) — японский футболист, полузащитник клуба «Фокшани».

## Карьера

### Начало карьеры
Футбольную карьеру начал в юношеской академии клуба «Санару». Позже перебрался в структуру японского клуба «Джубило Ивата», где выступал за юношеские команды. В марте 2018 года футболист перешёл в футбольную команду Университета Сэнсю. Являлся игроком команды вплоть до апреля 2022 года.

### «Лернаин Арцах»
В сентябре 2022 года футболист стал игроком армянского клуба «Лернаин Арцах». Дебютировал за клуб 9 сентября 2022 года в матче против ереванского «Арарата», выйдя на замену на 67 минуте. Первую половину сезона футболист начинал преимущественно как игрок замены, привлекаясь также к второй команде клуба. В матче 5 ноября 2022 года за вторую команду отличился дебютным забитым голом против клуба «Алашкерт-2». По итогу сезона вместе с клубом закончил чемпионат на последнем месте. 
В июле 2023 года футболист перешёл в мальдивский клуб «ТС Спортс Клаб». Позже футболист присоединился к румынскому клубу «Фокшани».